# Jablanitsa
Jablanitsa (Bulgaars: Ябланица) is een stad en een gemeente in de oblast Lovetsj. Op 31 december 2018 telde het stadje Jablanitsa zelf 2566 inwoners, terwijl de gemeente Jablanitsa, met de acht omliggende dorpen inbegrepen, een totale bevolkingsaantal van 5727 had. Jablanitsa heeft sinds 1968 een stadsstatus, daarvoor was het officieel nog een dorp. De stad Jablanitsa in oblast Lovetsj dient niet verward te worden met het dorp Jablanitsa in oblast Sofia in het westen van Bulgarije.

## Ligging
Jablanitsa ligt in een heuvelachtig gebied, ongeveer 70 km ten oosten van de hoofdstad Sofia. Het stadje ligt op ongeveer 475 meter hoogte.

## Economie
De stad Jablanitsa staat bekend om de productie van halva en lokum. De op een na grootste cementfabriek in Bulgarije bevindt zich in het dorp Zlatna Panega, ongeveer 9 km ten noorden van Jablanitsa. Op het platteland leeft men voornamelijk van zelfvoorzienende landbouw.

## Bevolking
De bevolking van Jablanitsa is vrij langzaam gegroeid en bereikte in 1985 een hoogtepunt, met zo’n 3325 inwoners. Na de val van het communisme in 1989 heeft Jablanitsa te kampen met een ernstige bevolkingskrimp. Vooral het platteland loopt in een rap tempo leeg. 
| stad Jablanitsa     | 2.945  | 3.012  | 2.926  | 2.904  | 3.172 | 3.372 | 3.125 | 3.098 | 2.884 | 2.566 |
| gemeente Jablanitsa | 10.859 | 10.823 | 10.105 | 10.024 | 9.411 | 8.479 | 7.532 | 6.902 | 6.234 | 5.727 |

#### Bevolkingssamenstelling
In de stad Jablanitsa vormen etnische Bulgaren 89,1% van de bevolking, gevolgd door Roma met 9,9%. In de gemeente Jablanitsa vormen deze bevolkingsgroepen 82,3% respectievelijk 16,3% van de bevolking. Jablanitsa heeft een van de hoogste percentages etnische Roma in Bulgarije.

## Nederzettingen
De stad Jablanitsa is het administratieve centrum van de gemeente Jablanitsa, die naast  Jablanitsa ook de volgende dorpen omvat: Batoeltsi, Brestnitsa, Dabravata, Dobrevtsi, Goljama Brestnitsa, Malak Izvor, Oresjene en Zlatna Panega.